# Interview (roman)
Pour les articles homonymes, voir Interview (homonymie).
Interview est un roman de Christine Angot paru chez Fayard en 1995.

## Résumé
La rencontre entre un écrivain et une journaliste, ou la confrontation entre une femme qui porte en elle la littérature et le souvenir d'un inceste, et une autre qui n'y cherche que la réalité. Rédigée dans sa majorité sous forme de questions, l'œuvre interroge le rapport entre les écrivains et le réel.

## Extrait
- « Vous aviez quel âge ? Ça a duré combien de temps ? De quand à quand exactement ? Étiez-vous surprise ? A-t-on des traces ? De quel type ? Vous faites allusion à quelle partie du corps exactement ? Vous êtes tombées amoureuse ? Quel sentiment ? Vous habitiez quelle ville ? Venait-il à Reims ou alliez-vous en train à Strasbourg ? Vous n'aviez évidemment pas de voiture. Votre mère vous laissait-elle ? Eh oui, bien sur. Prenait-il deux chambres ou une seule ? Comment faisait-il ? Vous aviez l'air toute jeune. A-t-on envie de tuer ? Vouliez-vous mourir ? Avez-vous transposé ? »

## Analyse
Dans L'usage de la vie, Christine Angot évoque que la journaliste qui lui sert de modèle pour Interview est Anne Walter.

## Éditions
- Interview, Fayard, 1995 - rééd. Pocket.